# Fédération Européenne des Fabricants de Palettes et Emballages en Bois
Fédération Européenne des Fabricants de Palettes et Emballages en Bois (FEFPEB) ist der europäische Verband der Holzpaletten- und Holzpackmittelindustrie. 
Er besteht seit 1946, die Geschäftsstelle hat ihren Sitz in Tilburg in den Niederlanden. Präsident des Exekutivkomitees ist Rob van Hoesel. Es gibt die Sektionen Paletten, Industrieverpackungen, Leichtverpackungen und Pools.
Der Verband kennt verschiedene Arten von Mitgliedschaften: 
- Nationale Verbände sind Vollmitglieder, aus Deutschland ist dies der Bundesverband Holzpackmittel, Paletten, Exportverpackung (HPE), aus der Schweiz der Verband der Schweizerischen Holzverpackungs- und Palettenindustrie (VHPI), aus Österreich der Verein für Holzpackmittel (VHP).
- Unternehmen der Branche und ihre Zulieferer können assoziiertes oder Individualmitglied werden.
- Eine weitere Mitgliedskategorie gibt es für die Palettenpools (die größeren Pools wie EPAL, CHEP, LPR usw. sind allesamt Mitglied der FEFPEB).

Der Verband ist Mitglied des Europäischen Holzindustrieverbandes CEI-Bois.